# Arne Duncan
Arne Starkey Duncan (6 de noviembre de 1964, Chicago, Illinois) es un sociólogo y político estadounidense. Desde el 21 de enero de 2009 hasta el 1 de enero de 2016, bajo la Administración Obama, se desempeñó como Secretario de Educación de los Estados Unidos.

## Biografía
Nacido el 6 de noviembre de 1964 en Chicago, Illinois), Duncan creció en Hyde Park, Chicago, donde su padre Starkey Duncan era Catedrático de Psicología en la Universidad de Chicago, y su madre Susan Morton participaba en el Centro Infantil Sue Duncan, un  programa de ayuda escolar para jóvenes afroamericanos en la zona sur de Chicago. Duncan pasó gran parte de su tiempo libre en este  centro tutoreando otros estudiantes.
Asistió a la Universidad de Harvard, donde estudió sociología. En sus años universitarios jugó al baloncesto para Harvard Crimson, el equipo de la institución que forma parte de la Ivy League de la División I de la NCAA. Con 1,96 metros de altura, actuaba en la posición de alero. Terminó su participación en el baloncesto universitario estadounidense con un promedio de 13,3 puntos, 4,8 rebotes y 3 asistencias por partido en 76 presentaciones. 
Duncan había sido Director Ejecutivo de las Escuelas Públicas de Chicago.